# Campionat de Belarús de ciclisme en contrarellotge
El Campionat de Belarús de ciclisme en contrarellotge s'organitza anualment des de l'any 1997 per determinar el campió ciclista de Belarús en la modalitat.
El títol s'atorga al vencedor d'una única carrera en contrarellotge. El vencedor obté el dret a portar un mallot amb els colors de la bandera belarussa fins al campionat de l'any següent quan disputa proves en contrarellotge.

## Palmarès masculí
| Any  | Primer              | Segon                 | Tercer                |
| 1997 | Alexandre Choupikov | Pavel Kavetzky        | Yauheni Seniushkin    |
| 1998 | Alexandre Choupikov | Igor Grimkov          | Alexander Kozlov      |
| 1999 | Viktor Rapinski     | Andrej Voinau         | Vasil Kiryienka       |
| 2000 | Victor Rapinski     | Vasil Kiryienka       | Dimitri Aulasenko     |
| 2001 | Victor Rapinski     | Vasil Kiryienka       | Aliaksandr Kuschynski |
| 2002 | Vasil Kiryienka     | Kanstantsin Siutsou   | Aliaksandr Kuschynski |
| 2003 | Yauhen Sobal        | Dzmitry Aulasenka     | Kanstantsin Siutsou   |
| 2004 | Kanstantsin Siutsou | Vasil Kiryienka       | Yauhen Sobal          |
| 2005 | Vasil Kiryienka     | Victor Rapinski       | Vladimir Autko        |
| 2006 | Vasil Kiryienka     | Aliaksandr Kuschynski | Anatole Chaburka      |
| 2007 | Andrei Kunitski     | Branislau Samoilau    | Vasil Kiryienka       |
| 2008 | Andrei Kunitski     | Vasil Kiryienka       | Aliaksandr Kuschynski |
| 2009 | Branislau Samoilau  | Andrei Krasilnikau    | Siarhei Novikau       |
| 2010 | Branislau Samoilau  | Andrei Krasilnikau    | Siarhei Novikau       |
| 2011 | Kanstantsin Siutsou | Ilia Koshevoy         | Andrei Holubeu        |
| 2012 | Branislau Samoilau  | Andrei Krasilnikau    | Stanislav Bozhkov     |
| 2013 | Kanstantin Siutsou  | Andrei Krasilnikau    | Branislau Samoilau    |
| 2014 | Kanstantsin Siutsou | Siarhei Papok         | Branislau Samoilau    |
| 2015 | Vasil Kiryienka     | Branislau Samoilau    | Andrei Krasilnikau    |
| 2016 | Kanstantsin Siutsou | Branislau Samoilau    | Aleh Ahiyevich        |
| 2017 | Stanislau Bazhkou   | Anton Muzychkin       | Yauhen Sobal          |
| 2018 | Vasil Kiryienka     | Branislau Samoilau    | Kanstantsin Siutsou   |
| 2019 | Yauhen Sobal        | Branislau Samoilau    | Yauheni Karaliok      |
| 2020 | Yauheni Karaliok    | Branislau Samoilau    | Mikhail Shemetau      |
| 2021 | Yauheni Karaliok    | Stanislau Bazhkou     | Yauhen Sobal          |
| 2022 | Yauheni Karaliok    | Raman Ramanau         | Stanislau Bazhkou     |

### Palmarès sub-23
| Any  | Primer             | Segon                  | Tercer                 |
| 2005 | Branislau Samoilau | Andrei Kunitski        | Aliaksandr Lisouski    |
| 2006 | Aliaksei Polushkin | Bronislau Samoilau     | Andrei Kunitski        |
| 2007 | Siarhei Papok      | Igor Govor             | Dmitri Azarkevich      |
| 2008 | Siarhei Papok      | Andrei Krasilnikau     | Konstantin Shvedov     |
| 2014 | Raman Tsishkou     | Andrei Sakalou         | Aleksandr Riabushenko  |
| 2015 | Aleh Ahiyevich     | Raman Tsishkou         | Anton Muzychkin        |
| 2017 | Yauheni Karaliok   | Yauheni Akhramenka     | Hardzei Tsishchanka    |
| 2018 | Alexei Piashkun    | Kanstantsin Bialiauski | Ilya Volkau            |
| 2019 | Ilya Volkau        | Siarhei Shauchenka     | Yahor Shpakovski       |
| 2020 | Dzianis Mazur      | Siarhei Shauchenka     | Kanstantsin Bialiauski |
| 2021 | Dzianis Mazur      | Mark Grinkevich        | Tsikhan Shchamialiou   |
| 2022 | Mark Grinkevich    | Kiryl Kavaliou         | Aliaksandr Sychuhou    |

## Palmarès femení
| Any  | Primera            | Segona               | Tercera                 |
| 1999 | Tatsiana Makeyeva  | Svetlana Sytchova    | Veronika Sheremetieva   |
| 2000 | Tatsiana Makeyeva  | Alena Hetsman        | Valiantsina Vaulchok    |
| 2001 | Tatsiana Makeyeva  | Volha Kushnerevitch  | Elena Hezman            |
| 2002 |                    |                      |                         |
| 2003 | Ialena Hetsman     |                      |                         |
| 2004 | Mariya Halan       |                      |                         |
| 2005 | Tatsiana Sharakova | Ialena Hetsman       |                         |
| 2006 | Alena Sitsko       | Alesya Belaichuk     |                         |
| 2007 | Tatsiana Sharakova | Elena Dylko          | Alena Amialyusik        |
| 2008 | Tatsiana Sharakova | Aksana Papko         | Hanna Talkanitsa        |
| 2009 | Tatsiana Sharakova | Anna Tolkanitsa      | Zinaida Stahurskaia     |
| 2010 | Aksana Papko       | Alena Sitsko         | Tatiana Panina          |
| 2011 | Alena Amialyusik   | Tatsiana Sharakova   | Aksana Papko            |
| 2012 | Alena Amialyusik   | Elena Dylko          | Alena Sitsko            |
| 2013 | Alena Amialyusik   | Alena Sitsko         | Volha Masiukovich       |
| 2014 | Alena Amialyusik   | Alena Sitsko         | Svetlana Stahurskaia    |
| 2015 | Alena Amialyusik   | Tatsiana Sharakova   | Elena Dylko             |
| 2016 | Tatsiana Sharakova | Alena Amialyusik     | Volha Masiukovich       |
| 2017 | Tatsiana Sharakova | Ina Savenka          | Polina Pivovarova       |
| 2018 | Alena Amialyusik   | Ina Savenka          | Katsiaryna Piatrouskaya |
| 2019 | Tatsiana Sharakova | Alena Amialiusik     | Anastasiya Kolesava     |
| 2020 | Tatsiana Sharakova | Ina Savenka          | Polina Pivovarova       |
| 2021 | Tatsiana Sharakova | Hanna Tserakh        | Nastassia Kiptsikava    |
| 2022 | Hanna Tserakh      | Nastassia Kiptsikava | Taisa Naskovich         |